# 萬博紀念公園車站 (大阪府)

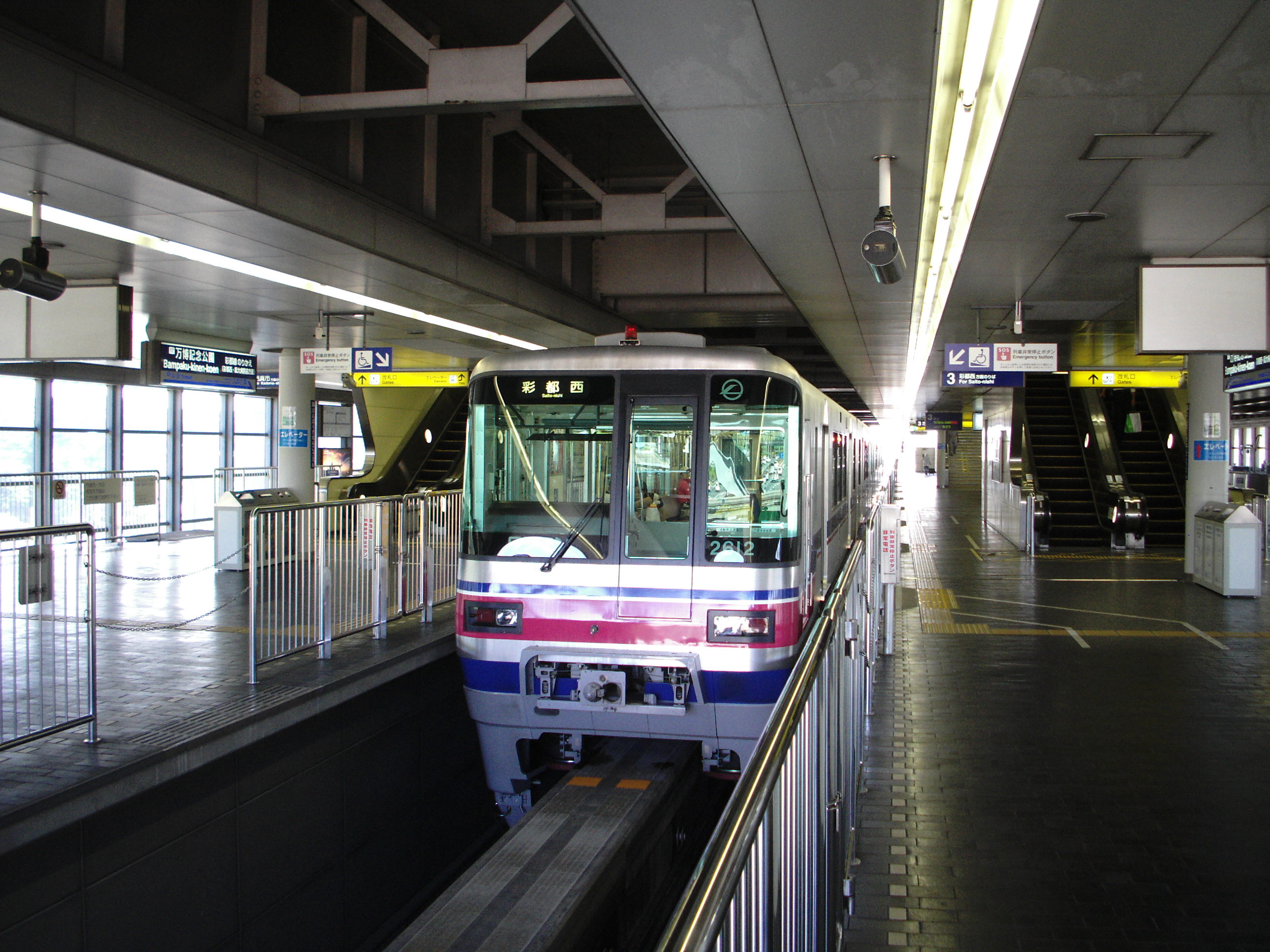
停靠在站內的彩都線用大阪高速鐵道2000系電聯車列車。

萬博紀念公園車站（日语：／ Bampaku-kinen-kōen eki */?）是一位於日本大阪府吹田市、由大阪高速鐵道（一般較常稱為「大阪單軌電車」）所經營的鐵路車站。萬博紀念公園車站是大阪單軌電車所屬的兩條單軌路線，大阪單軌電車線（大阪モノレール線，一般慣稱為「本線」）與國際文化公園都市線（一般暱稱為「彩都線」）的交會車站及彩都線的起點站。2000年（平成12年），入選近畿車站百選（第一回）。

## 歷史
- 1990年6月1日 - 伴隨大阪單軌電車線千里中央至南茨木間路段通車而同步啟用。
- 1998年10月1日 - 伴隨國際文化公園都市線自本站起至阪大醫院前之間的路段階段性通車而啟用，並成為交會站。

## 站名
萬博紀念公園車站命名的起源是其鄰近的萬博紀念公園，是個在1970年日本萬國博覽會（大阪萬博）結束之後，以博覽會場地為基礎整備而成的公園。在茨城縣筑波市尚有另一個隸屬於首都圈新都市鐵道（筑波快線）的萬博紀念公園，但該站名中的「萬博公園」是指1985年時舉辦的國際科學技術博覽會（又稱為「筑波萬博」或「科學萬博」）結束後以現地整建成的科學萬博紀念公園，與此處的大阪萬博並非同樣的博覽會。

## 車站
萬博紀念公園是一個配置有2座島式月台的高架車站，但因為中央的第2、第3號月台實際上是共同服務同一條彩都線的路軌，因此僅有3條乘車線通過。

### 月台配置
| 月台 | 路線    | 目的地                            |
| ---- | ------- | --------------------------------- |
| 1    | ■本線   | 往 南茨木、大日、門真市           |
| 2    | ■本線   | 往 門真市（此站始發）             |
| 2    | ■彩都線 | 往 阪大醫院前、彩都西             |
| 3    | ■彩都線 | 往 阪大醫院前、彩都西             |
| 4    | ■本線   | 往 山田、千里中央、螢池、大阪機場 |

## 使用情況
2019年（令和元年）度1日平均上下車人次為22,222人。大阪單軌電車全18站中排名第5位。隨著2015年11月EXPOCITY開業，乘客大幅增加。
各年度1日平均上車、上下車人次如下表。
| 年度   | 1日平均 上下車人次 | 1日平均 上車人次 | 來源   |
| ------ | ------------------ | ---------------- | ------ |
| 1995年 | 9,209              | 4,691            | [ 2 ]  |
| 1996年 | 9,660              | 4,865            | [ 3 ]  |
| 1997年 | 9,509              | 4,795            | [ 4 ]  |
| 1998年 | 8,631              | 4,272            | [ 5 ]  |
| 1999年 | 8,113              | 4,061            | [ 6 ]  |
| 2000年 | 8,674              | 4,420            | [ 7 ]  |
| 2001年 | 7,953              | 4,000            | [ 8 ]  |
| 2002年 | 7,324              | 3,670            | [ 9 ]  |
| 2003年 | 7,303              | 3,700            | [ 10 ] |
| 2004年 | 7,295              | 3,729            | [ 11 ] |
| 2005年 | 7,514              | 3,874            | [ 12 ] |
| 2006年 | 7,726              | 4,003            | [ 13 ] |
| 2007年 | 7,260              | 3,400            | [ 14 ] |
| 2008年 | 6,799              | 3,163            | [ 15 ] |
| 2009年 | 6,688              | 3,120            | [ 16 ] |
| 2010年 | 6,897              | 3,276            | [ 17 ] |
| 2011年 | 6,769              | 3,235            | [ 18 ] |
| 2012年 | 6,971              | 3,314            | [ 19 ] |
| 2013年 | 6,689              | 3,411            | [ 20 ] |
| 2014年 | 7,097              | 3,651            | [ 21 ] |
| 2015年 | 11,713             | 6,117            | [ 22 ] |
| 2016年 | 25,648             | 12,861           | [ 23 ] |
| 2017年 | 22,164             | 10,793           | [ 24 ] |
| 2018年 | 22,063             | 10,523           | [ 25 ] |
| 2019年 | 22,222             | 10,761           | [ 26 ] |
| 2020年 | 13,315             | 6,365            | [ 27 ] |

## 車站周邊
- 萬博紀念公園（千里萬博公園）
  - 太陽之塔
  - 自然文化園（日语：万博記念公園自然文化園）
  - 日本庭園
  - 國立民族學博物館
  - 大阪日本民藝館
- EXPOCITY
  - Lalaport EXPOCITY
  - NIFREL

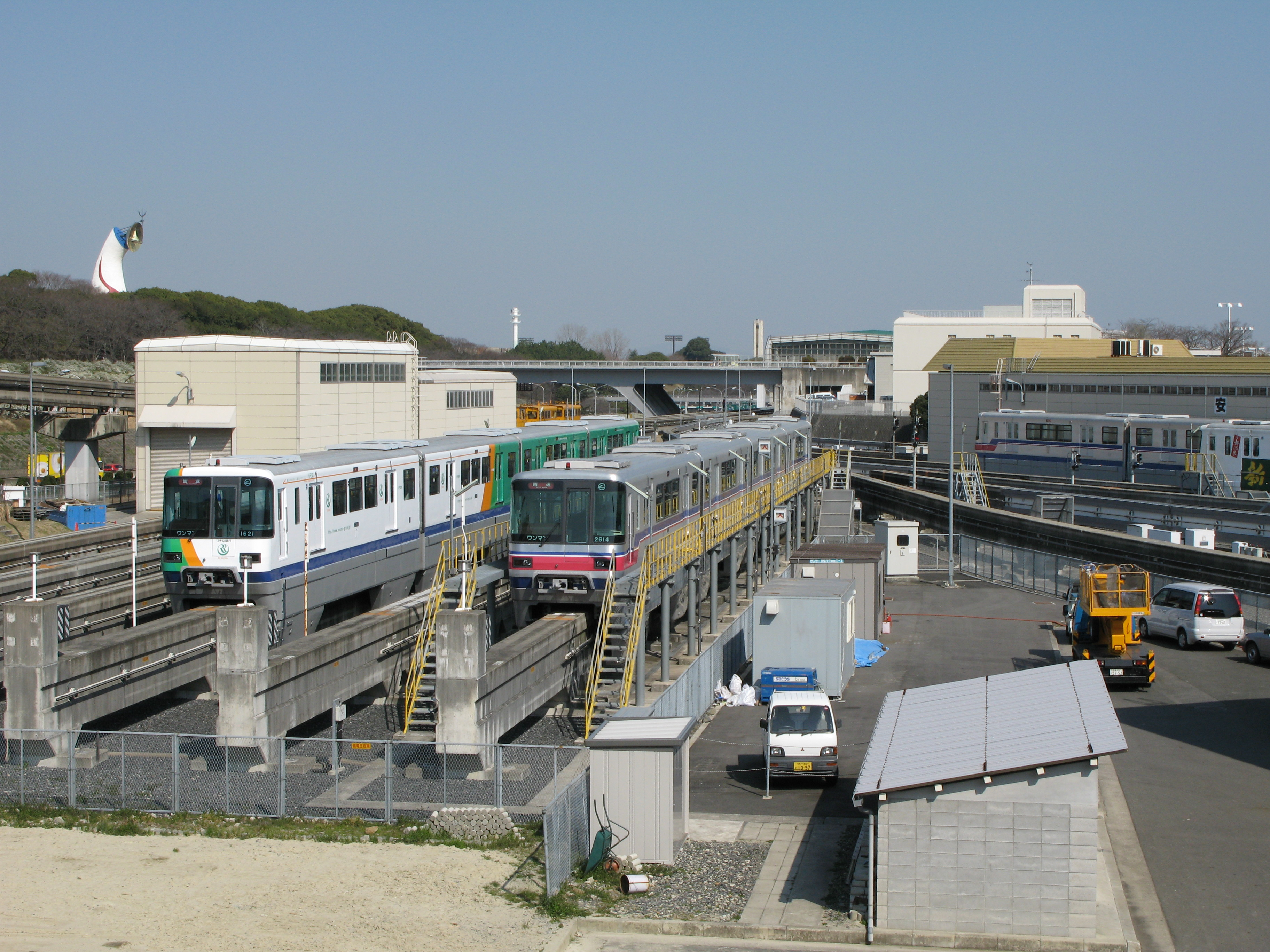
機廠 （左側遠方為「太陽之塔」）

  - OSAKA ENGLISH VILLAGE
  - REDHORSE OSAKA WHEEL（日语：REDHORSE OSAKA WHEEL）
  - 109 Cinemas 大阪EXPOCITY
- 大阪高速鐵道機廠
  - 大阪高速鐵道本社事務所
- 萬博紀念競技場
- 萬博紀念公園棒球場
- EXPO FLASH FIELD
- 市立吹田足球體育館
- 大阪府立山田高等學校
- 吹田市立山田東中學校
- 大阪府道1号茨木攝津線

## 相鄰車站
大阪高速鐵道
大阪單軌電車線（本線）
山田（16）－萬博紀念公園（17）－宇野邊（18）
國際文化公園都市線（彩都線）
萬博紀念公園（17）－公園東口（51）

## 外部連結
- 萬博紀念公園站 （页面存档备份，存于） - 大阪單軌電車